# TOCA 2 Touring Cars
TOCA 2 Touring Cars – komputerowa gra wyścigowa wyprodukowana i wydana przez brytyjską wytwórnię Codemasters w 1999 roku. TOCA 2 Touring Cars jest drugą częścią serii gier komputerowych TOCA Race Driver, która odwzorowuje zmagania kierowców wyścigowych w trakcie British Touring Car Championship. Gracz wciela się w jednego z tych kierowców, biorąc udział w wyścigach rozgrywających się na brytyjskich torach.
Model jazdy w TOCA 2 Touring Cars cechuje się wysokim stopniem realizmu, uwzględniającego takie czynniki jak prędkość pojazdu i jego przyczepność. Gracz może wpływać na owe czynniki poprzez modyfikację podstawowych parametrów swojego samochodu. Gra zawiera również licencjonowane samochody znane z oryginalnych wyścigów (na przykład Hondę Accord i Vauxhall Vectra). Łącznie mechanika TOCA 2 obejmuje 24 trasy, które można przemierzać zarówno w trybie kariery, jak i w ramach pojedynczego wyścigu lub próby czasowej.
TOCA 2 zyskała bardzo pochlebne opinie ze strony krytyków, którzy docenili jej wysoki stopień realizmu i szczegółową oprawę graficzną. Była niejednokrotnie porównywana z Gran Turismo i F1 '99.